# Saiō

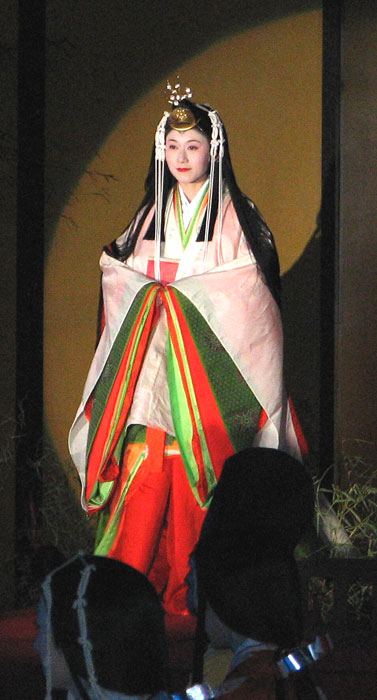
Saiō vistiendo un kimono imperial (Jūnihitoe) del Período Heian (Saiō Matsuri de 2006).

Una Saiō (斎王?) era un miembro femenino de la familia de Emperador de Japón, la cual era enviada a la localidad de Ise para servir como suma-sacerdotisa dentro del Santuario Ise, costumbre que estuvo en vigor entre el siglo VII y el XIV. La residencia de la Saiō, Saikū (斎宮) se encontraba aproximadamente a 10 kilómetros al noroeste del santuario. Los restos de aquel lugar se sitúan hoy en el pueblo de Meiwa, en la Prefectura de Mie, Japón.

## Historia

### Orígenes
De acuerdo a una leyenda japonesa de alrededor de 2000 años de antigüedad, la divina Yamatohime-no-mikoto, hija del emperador Suinin, se dirigió al Monte Miwa (en la actual prefectura de Nagano) en búsqueda de un lugar definitivo para la adoración de la diosa Amaterasu-omikami. Su viaje tardó casi 20 años y finalmente decidió que fueses Ise, en la prefectura de Mie, en donde se construiría el templo que hoy se conoce como Santuario Ise. Previo a esta decisión, la adoración de la diosa Amaterasu se realizaba en el Palacio Imperial en Yamato. De acuerdo con el escrito Man'yōshū, la primera Saiō en servir dentro de Ise fue la Princesa Oku (hija del Emperador Temmu) durante el Período Asuka de la historia de Japón. Se hace también una mención a la Saiō en los capítulos Aoi, Sakaki y Yugao de la novela Genji Monotagari, como también en el capítulo 69 de los Cuentos de Ise.

### Final y desaparición
No está claro cuándo terminó el sistema Saiō, pero lo que sí se sabe es que se produjo durante la crisis de la Período Nambokucho cuando dos Cortes imperiales rivales estaban en liza, en Kioto y Yoshino. El sistema Saiō se había encontrado en constante decadencia desde el comienzo del período, hasta el punto de que Saiku quedó como una mera aldea rural de cultivo de arroz después de la caída del sistema. Aunque la zona de Saiku se mantuvo, no estuvo claro donde se encontraba la antigua residencia imperial hasta que en 1970 unos restos de cerámica fueron descubiertos durante la construcción de viviendas en el área de Saiku, en la Ciudad de Meiwa. Fue construido un museo moderno en la ubicación de los primeros hallazgos y excavaciones arqueológicas, que actualmente continúan cada verano con la ayuda de voluntarios y escolares procedentes de todo Japón.

## Rituales

### El papel de las Saiō
El rol que ocupaba la Saiō era el de servir como Gran Sacerdotisa en el Santuario Ise representando al Emperador, a partir de la tradición realizada por Yamatohime-no-mikoto. Se realizaban tres rituales anuales en el templo en los cuales la Saiō rezaba por la paz y la protección. En junio y noviembre de cada año, viajaba al Santuario para realizar el Festival Tsukinamisai. En septiembre, el Festival Kannamesai, se ejecutaba con el fin de realizar ofrecimientos a los dioses en agradecimiento por la buena cosecha. Durante el resto del año, la Saiō vivía en Saiku, un pequeño pueblo con aproximadamente 500 habitantes. La vida en Saiku era la mayor parte del tiempo, pacífica. La Saiō podía así pasar mucho tiempo componiendo versos en tanka, coleccionando ostras de la playa Ōyodo y saliendo en botes a recitar poesía sobre las aguas, o bien esperar a ser requerida desde Kioto.

### Elección
Cuando un Emperador moría o abdicaba del trono, la antigua Saiō era llamada a Kioto y una nueva Saiō era seleccionada de entre las mujeres solteras de la familia del nuevo Emperador con la adivinación mediante caparazón de tortuga quemada o huesos de venado; La nueva Saiō entonces debía someterse a un período de purificación antes de salir con su séquito de hasta 500 personas para Saiku, para no volver a la capital hasta que no fuera llamada por el próximo emperador. En caso de fallecimiento o abdicación de un emperador, la Saiō del momento y su séquito volverían a Kioto para reanudar su vida como parte de la Corte Imperial. A menudo, éstas eran muy jóvenes cuando dejaban Kioto para ir a Saiku, y cuando regresaban a la capital solían hacerlo como adolescentes o veinteañeras. En su momento se consideró un gran honor casarse con una ex-Saiō, y su periodo de retiro en Saiku solía mejorar su propia posición en la corte imperial y la de las demás personas a su servicio.

### El viaje a Saiku
Durante mucho tiempo el viaje de la Saiō desde Kioto hasta Saiku fue la procesión más grande de su tipo en Japón. Más de 500 personas partían de Kioto como parte de la comitiva para un viaje de 6 días y jornadas nocturnas. Desde la capital viajaban en dirección hacia el Este, pasando a través del Paso de Suzuka, que sin duda era la parte más difícil del viaje. Una vez despejado el paso, la comitiva descendía por la región del sureste y hacia el sur, llegando finalmente al Río Kushida (櫛田川?). Aquí la Saiō se detenía para llevar a cabo el ritual de limpieza final antes de cruzar el río y recorrer la corta distancia que quedaba para llegar a Saiku.

## Listado
| Saiō      | Saiō              | Saiō           | Saiō                              | Saiō                   | Saiō                      | Saiō |
| Periodo   | Saiō              | Nombre japonés | Año de nacimiento / fallecimiento | Nombrada por           | Relación con el Emperador |      |
| --------- | ----------------- | -------------- | --------------------------------- | ---------------------- | ------------------------- | ---- |
| 673-686   | Princesa Ōku      | 大来皇女       | 661-701                           | Emperador Temmu        | Hija                      |      |
| 698-701   | Princesa Taki     | 多紀皇女       | ?-751                             | Emperador Mommu        | Tía                       |      |
| 701-706?  | Princesa Izumi    | 泉内親王       | ?-734                             | Emperador Mommu        | Parientes lejanos         |      |
| 706-707?  | Princesa Takata   | 田形内親王     | ?-728                             | Emperador Mommu        | Tía                       |      |
| 715?-721  | Princesa Kuse     | 久勢女王       |                                   | Emperatriz Genshō      | Desconocida               |      |
| 721-730?  | Princesa Inoe     | 井上内親王     | 717-775                           | Emperador Shōmu        | Hija                      |      |
| 744?-749  | Princesa Ágata    | 県女王         |                                   | Emperador Shōmu        | Desconocida               |      |
| 749-756?  | Princesa Oyake    | 小宅女王       |                                   | Emperatriz Kōken       | Parentesco lejano         |      |
| 758-764?  | Princesa Yamao    | 山於女王       |                                   | Emperador Junnin       | Desconocida               |      |
| 772-775?  | Princesa Sakahito | 酒人内親王     | 754-829                           | Emperador Kōnin        | Hija                      |      |
| 775?-781? | Princesa Kiyoniwa | 浄庭女王       |                                   | Emperador Kōnin        | Parentesco lejano         |      |
| 782-796   | Princesa Asahara  | 朝原内親王     | 779-817                           | Emperador Kammu        | Hija                      |      |
| 796-806   | Princesa Fuse     | 布勢内親王     | ?-812                             | Emperador Kammu        | Hija                      |      |
| 806-809   | Princesa Ōhara    | 大原内親王     | ?-863                             | Emperador Heizei       | Hija                      |      |
| 809-823   | Princesa Yoshiko  | 仁子内親王     | ?-889                             | Emperador Saga         | Hija                      |      |
| 823-827   | Princesa Ujiko    | 氏子内親王     | ?-885                             | Emperador Junna        | Hija                      |      |
| 828-833   | Princesa Yoshiko  | 宜子女王       |                                   | Emperador Junna        | Nieta                     |      |
| 833-850   | Princesa Hisako   | 久子内親王     | ?-876                             | Emperador Nimmyō       | Hija                      |      |
| 850-858   | Princesa Yasuko   | 晏子内親王     | ?-900                             | Emperador Montoku      | Hija                      |      |
| 859-876   | Princesa Yasuko   | 恬子内親王     | ?-913                             | Emperador Seiwa        | Hermana (distinta madre)  |      |
| 877-880   | Princesa Satoko   | 識子内親王     | 874-906                           | Emperador Yōzei        | Hermana (distinta madre)  |      |
| 882-884   | Princesa Nagako   | 掲子内親王     | ?-914                             | Emperador Yōzei        | Tía                       |      |
| 884-887   | Princesa Shigeko  | 繁子内親王     | ?-916                             | Emperador Kōkō         | Hija                      |      |
| 889-897   | Princesa Motoko   | 元子女王       |                                   | Emperador Uda          |                           |      |
| 897-930   | Princesa Yasuko   | 柔子内親王     | ?-959                             | Emperador Daigo        | Hermana (misma madre)     |      |
| 931-936   | Princesa Masako   | 雅子内親王     | 909-954                           | Emperador Suzaku       | Hermana (distinta madre)  |      |
| 936       | Princesa Sayoko   | 斉子内親王     | 921-936                           | Emperador Suzaku       | Hermana (distinta madre)  |      |
| 936-945   | Princesa Yoshiko  | 徽子女王       | 929-985                           | Emperador Suzaku       | Nieta                     |      |
| 946       | Princesa Hanako   | 英子内親王     | 921-946                           | Emperador Murakami     | Hermana (distinta madre)  |      |
| 947-954   | Princesa Yoshiko  | 悦子女王       |                                   | Emperador Murakami     | Nieta                     |      |
| 955-967   | Princesa Rakushi  | 楽子内親王     | 952-998                           | Emperador Murakami     | Hija                      |      |
| 968-969   | Princesa Sukeko   | 輔子内親王     | 953-992                           | Emperador Murakami     | Hija                      |      |
| 969-974   | Princesa Takako   | 隆子女王       | ?-974                             | Príncipe Akiakira      | Hija                      |      |
| 975-984   | Princesa Noriko   | 規子内親王     | 949-986                           | Emperador Murakami     | Hija                      |      |
| 984-986   | Princesa Saishi   | 済子女王       |                                   | Príncipe Akiakira      | Hija                      |      |
| 986-1010  | Princesa Kyōshi   | 恭子女王       | 984-?                             | Príncipe Tamehira      | Hija                      |      |
| 1012-1016 | Princesa Tōshi    | 当子内親王     | 1001-1023                         | Emperador Sanjō        | Hija                      |      |
| 1016-1036 | Princesa Senshi   | 嫥子女王       | 1005-1074                         | Príncipe Tomohira      | Hija                      |      |
| 1036-1045 | Princesa Nagako   | 良子内親王     | 1029-1077                         | Emperador Go-Suzaku    | Hija                      |      |
| 1046-1051 | Princesa Yoshiko  | 嘉子内親王     | ca.1030-?                         | Emperador Go-Reizei    |                           |      |
| 1051-1068 | Princesa Tagako   | 敬子女王       |                                   | Emperador Go-Reizei    |                           |      |
| 1069-1072 | Princesa Toshiko  | 俊子内親王     | 1056-1132                         | Emperador Go-Sanjō     |                           |      |
| 1073-1077 | Princesa Atsuko   | 淳子女王       |                                   | Emperador Shirakawa    |                           |      |
| 1078-1084 | Princesa Yasuko   | 媞子内親王     | 1076-1096                         | Emperador Shirakawa    |                           |      |
| 1087-1107 | Princesa Yoshiko  | 善子内親王     | 1077-1132                         | Emperador Horikawa     |                           |      |
| 1108-1123 | Princesa Aiko     | 恂子内親王     | 1093-1132                         | Emperador Toba         |                           |      |
| 1123-1141 | Princesa Moriko   | 守子女王       | 1111-1156                         | Emperador Sutoku       |                           |      |
| 1142-1150 | Princesa Yoshiko  | 妍子内親王     | ?-1161                            | Emperador Konoe        |                           |      |
| 1151-1155 | Princesa Yoshiko  | 喜子内親王     |                                   | Emperador Konoe        |                           |      |
| 1156-1158 | Princesa Asako    | 亮子内親王     | 1147-1216                         | Emperador Go-Shirakawa |                           |      |
| 1158-1165 | Princesa Yoshiko  | 好子内親王     | 1148-1192                         | Emperador Nijō         |                           |      |
| 1165-1168 | Princesa Nobuko   | 休子内親王     | 1157-1171                         | Emperador Rokujō       |                           |      |
| 1168-1172 | Princesa Atsuko   | 惇子内親王     | 1158-1172                         | Emperador Takakura     |                           |      |
| 1177-1179 | Princesa Isako    | 功子内親王     | 1176-?                            | Emperador Takakura     |                           |      |
| 1185-1198 | Princesa Sayoko   | 潔子内親王     | 1179-después de 1227              | Emperador Go-Toba      |                           |      |
| 1199-1210 | Princesa Sumiko   | 粛子内親王     | 1196-?                            | Emperador Tsuchimikado |                           |      |
| 1215-1221 | Princesa Hiroko   | 熙子内親王     | 1205-?                            | Emperador Juntoku      |                           |      |
| 1226-1232 | Princesa Toshiko  | 利子内親王     | 1197-1251                         | Emperador Go-Horikawa  |                           |      |
| 1237-1242 | Princesa Teruko   | 昱子内親王     | 1231-1246                         | Emperador Shijō        |                           |      |
| 1244-1246 | Princesa Akiko    | 曦子内親王     | 1224–1262                         | Emperador Go-Saga      |                           |      |
| 1262-1272 | Princesa Yasuko   | 愷子内親王     | 1249-1284                         | Emperador Kameyama     |                           |      |
| 1306-1308 | Princesa Masako   | 弉子内親王     | 1286-1348                         | Emperador Go-Nijō      |                           |      |
| 1330-1331 | Princesa Yoshiko  | 懽子内親王     | 1315-1362                         | Emperador Go-Daigo     |                           |      |
| 1333-1334 | Princesa Sachiko  | 祥子内親王     |                                   | Emperador Go-Daigo     |                           |      |